# Matej Ižvolt
Matej Ižvolt (Ilava, 5 giugno 1986) è un calciatore slovacco, centrocampista del Klein-Pöchlarn.